# Trostfrauen
„Trostfrauen“ (japanisch 慰安婦 ianfu, englisch comfort women) ist ein euphemistischer Begriff für Mädchen und Frauen, die für die japanischen Kriegsbordelle des Zweiten Weltkriegs zwangsprostituiert wurden. Die meisten Opfer – etwa 40 % der Trostfrauen – stammten aus Japan, ferner aus Korea und Taiwan sowie den besetzten Gebieten wie Indonesien, Malaysia, Philippinen und China. Die südkoreanische Regierung hat offiziell 240 Opfer registriert, aber eine genaue Zahl ist weiterhin umstritten mit Angaben zwischen 20.000 und 200.000. Laut Schätzungen überlebten nur 30 Prozent den Krieg. Haupttodesursachen waren Krankheiten und Hunger, aber auch Folter und Gewaltdelikte. Der Erinnerungsprozess an die „Trostfrauen“ kam erst Ende der 1980er Jahre in Gang. Die Thematik ist in Japan nach wie vor umstritten.

## Teil der Kriegsführung
Mit Prostitution in Japan wurde traditionell recht offen umgegangen. Die japanische Führung beabsichtigte, eine organisierte Prostitution für die japanische Armee bereitzustellen. Sie versprach sich von einem einfachen Zugang zu Prostituierten eine bessere „Moral“ der Soldaten und damit eine effizientere Armee. Überdies sollte so die Verbreitung von Geschlechtskrankheiten unter den Soldaten eingedämmt werden. Organisierte Prostitution sollte außerdem Vergewaltigungen an der Zivilbevölkerung verhindern. Es sollte mit diesen Maßnahmen auch kriegskritischen Stimmen in Japan begegnet werden.

## Anwerbung und Zwang

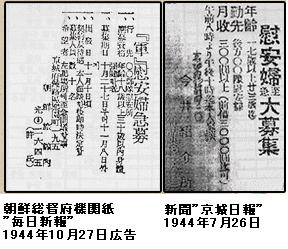
Stellenannoncen für Trostfrauen in Tageszeitungen, die in Korea herausgegeben wurden. Links: „Dringend gesucht: Armee-Trostfrauen“. In Mainichi Shimpō, 27. Okt. 1944; rechts: „Höchstdringlich gesucht: Trostfrauen“. In Keijō Nippō, 26. Juli 1944.

Japanische Behörden rekrutierten Prostituierte durch konventionelle Methoden. So wurden mehrere offene Rekrutierungsaufrufe unter koreanischen Zeitungsanzeigen gefunden, wie die Annonce in der Mainichi Shimpo vom 29. Oktober 1944 für die „dringende Rekrutierung von militärischen Trostfrauen“. Das koreanische Tagesblatt Keijo Nippo druckte 1944, neben einer Mehrzahl anderer Jobannoncen, eine großflächige Stellenausschreibung unter dem Titel „Dringende Anwerbeaktion für Trostfrauen“. Die Ausschreibung bewarb einen ungewöhnlich hohen Einstellungsvorschuss von 3 000 Yen. Auch wenn die tatsächliche Zahlung geringer ausfiel, kann vermutet werden, dass die avancierten „Trostfrauen“-Löhne deutlich höher ausfielen als in anderen von Frauen ausgeübten Berufen. Die japanischen Zeitungen standen wiederum unter strenger Beobachtung der Polizei, weshalb dort ähnliche Anzeigen meist nicht zu finden waren.
Yoshiaki Yoshimi und Hirofumi Hayashi fanden 2007 Berichte der Tokioter Prozesse, laut denen die kaiserlich-japanischen Militärkräfte Töchter von Männern, die die japanische Heeresmilitärpolizei angegriffen hatten, zwangen, in Bordellen an der Front zu arbeiten. Eines der Dokumente zitiert einen Leutnant, der aussagte, ein solches Bordell eingerichtet und selbst genutzt zu haben. Eine andere Quelle berichtet von Tokkeitai-Mitgliedern (Marinemilitärpolizei), die Frauen von der Straße weg verhafteten, medizinisch zwangsuntersuchen ließen und danach in Bordelle brachten.
Da das Außenministerium keine Reisevisa für japanische Prostituierte mehr ausstellte, begann das Militär mehr und mehr „Trostfrauen“ außerhalb Japans zu suchen, speziell in Korea und dem besetzten Teil Chinas. Viele Frauen wurden auch durch Betrug zu Prostituierten gemacht. Ein Bericht der US-Armee, in dem Interviews mit 20 solcher Frauen wiedergegeben wurden, informiert über Frauen aus Burma, denen von japanischen Offizieren hohe Geldsummen für „Auslandsdienste“ versprochen wurden, mit denen sie Familienschulden und Ähnliches hätten bezahlen können. Nachdem die Frauen sich verpflichtet hatten, wurden sie nie gezahlt, stattdessen nur ein niedriger Abschlagsbetrag von einigen hundert Yen ausgehändigt.
Es ist anzunehmen, dass die Rekrutierung von den damaligen Betreibern der Bordelle durchgeführt wurde. Berichten zufolge wurden die Mädchen oft mit Jobbeschreibungen als Aushilfen in Teehäusern, Sängerinnen oder Tänzerinnen zur Unterhaltung der Truppen oder als Krankenschwestern rekrutiert.
In städtischen Gebieten wurden neben der Anwerbung durch Anzeigen auch Entführungen genutzt. Besonders in Frontnähe wurden lokale Autoritäten direkt vom japanischen Militär aufgefordert, Frauen für Bordelle bereitzustellen. Mit Fortgang des Krieges verschlimmerte sich diese Situation. Zeugen aus Osttimor berichteten, dass es Mädchen gab, die noch vor ihrer ersten Regelblutung eingezogen wurden.
Als im Laufe des Krieges dennoch die Zahl neuer Prostituierter zum Teil nicht mehr ausreichte, begannen die japanischen Truppen, während Plünderungen Frauen auf eigene Faust in Zwangsprostitution zu bringen. Vor allem in Gebieten, in denen die Bevölkerung den Besatzern besonders feindlich gesinnt war, vergewaltigten und entführten sie Frauen aus der Bevölkerung. So entstand in den von Japan während des Zweiten Weltkriegs besetzten Gebieten eines der größten historisch bekannten und systematisch aufgebauten Netzwerke von Zwangsprostitution.
2007 veröffentlichte Taichiro Kaijimura die Entdeckung von 30 Dokumenten der niederländischen Regierung, die an das Tokio-Tribunal gesendet worden waren, in denen von massenweiser erzwungener Prostitution bei einem Vorfall 1944 in Magelang berichtet wird.

## Behandlung der Frauen
Die Lebensrealitäten der Frauen waren von Ort zu Ort sehr unterschiedlich. Ein Soldat der Einheit 731, Yasuji Kaneko, sagte aus: „Die Frauen schrien, aber uns war egal, ob die Frauen lebten oder tot waren. Wir waren des Kaisers Soldaten. Ob in Militärbordellen oder in den Dörfern – wir vergewaltigten, ohne zu zögern.“ Auch Schläge und Folter seien nicht unüblich gewesen.
Im Februar 1944 wurden zehn niederländische Frauen von Mitgliedern der kaiserlich japanischen Armee aus ihren Gefangenenlagern in Java herausgeholt, um sie als Zwangsprostituierte einsetzen zu können. Sie wurden täglich geschlagen und vergewaltigt. Vor einem Komitee des US-Repräsentantenhauses bezeugte Jan Ruff-O’Hearn:

„Viele Geschichten sind erzählt worden von dem Schrecken, der Brutalität, dem Leid und dem Hungern der niederländischen Frauen in japanischen Gefangenenlagern. Aber eine Geschichte wurde nie erzählt, die schändliche Geschichte von der schlimmsten Verletzung der Menschenrechte durch die Japaner während des Zweiten Weltkrieges. Die Geschichte der Trostfrauen, der jugun ianfu und wie diese Frauen gegen ihren Willen gezwungen wurden, den Mitgliedern der japanischen kaiserlichen Armee sexuelle Dienste zu leisten. In den sogenannten Trostzentren wurde ich Tag und Nacht systematisch geschlagen und vergewaltigt. Sogar der Arzt, der uns regelmäßig auf Geschlechtskrankheiten untersuchte, vergewaltigte mich jedes Mal, wenn er ins Bordell kam, um uns zu untersuchen.“

 Aufgrund von Protesten der Niederlande wurden die Frauen drei Monate später zurück in ihre Gefangenenlager gebracht, die verantwortlichen Offiziere allerdings von japanischer Seite dafür bis zum Ende des Krieges nicht bestraft. Nach dem Krieg wurden elf japanische Offiziere durch den Kriegsgerichtshof Batavia für schuldig erklärt und einer davon hingerichtet.
Hank Nelson, emeritierter Professor der Australischen Nationaluniversität, hat über Bordelle in Rabaul in Papua-Neuguinea geschrieben, die vom japanischen Militär betrieben wurden. Er zitiert darin aus dem Tagebuch von Gordon Thomas, einem Kriegsgefangenen in Rabaul. Thomas schreibt, dass die Frauen, die in den Bordellen arbeiten, täglich „zwischen 25 und 35 Mann“ zu Diensten sein müssten und Opfer des „gelben Sklavenhandels“ seien. Nelson zitiert auch einen Chirurgen der Marine namens Kentaro Igusa, der beschreibt, dass die Frauen trotz Infektionen und anderen Krankheiten arbeiten mussten, obwohl sie um Hilfe bettelten und weinten.
Ein Bericht des U.S. Büros für Kriegsinformation beschreibt mit Berufung auf Interviews von Kriegsgefangenen detailliert die Zustände der Trostfrauen in Myitkyina, Burma. Ohne zu wissen, dass es sich bei ihrer Arbeit um Prostitution handeln würde, wurden die koreanischen Frauen dazu überredet, in Burma ihre familiären Schulden zu begleichen. Die meisten der dort eingesetzten Frauen wurden in Korea unter der Vorgabe rekrutiert, ihre Arbeit als „Trostdienst“ bestünde darin, verwundete Soldaten zu versorgen. In Burma wurden die Frauen meist in einem großen zweistöckigen Haus in separaten Zimmern einquartiert, in denen sie wohnten, schliefen und ihre Kunden empfingen. Die Frauen arbeiteten für einen Lohn von etwa fünfzehnhundert Yen, von denen sie circa fünfzig bis sechzig Prozent an den „Hausherrn“ abgeben mussten, welcher sich unter anderem um den Einkauf und die Zubereitung von Mahlzeiten kümmerte. Die genaue Abschlagssumme konnte der „Hausherr“ nach eigenem Ermessen bestimmen. Laut dem Bericht konnten die Frauen an Sportveranstaltungen, Picknicks, Unterhaltungen und gesellschaftlichen Abendessen teilnehmen. Die befragten Frauen wiesen einen guten Gesundheitszustand auf, da sie regelmäßigen Zugang zu Hygieneschulungen und ärztlicher Betreuung der japanischen Armee hatten. Außerdem hätten sie das Vorrecht gehabt, einen Kunden abzulehnen. Laut dem Befehl der japanischen Armee in 1943 durften Frauen, die ihre familiären Schulden abbezahlt hatten, nach Hause zurückkehren.

## Opfer
Eine offizielle Opferzahl ist nicht festzustellen, da die Schätzungen weiterhin eine große Bandbreite aufweisen. Offiziell hat die südkoreanische Regierung 240 Opfer registriert, aber sowohl die südkoreanische als auch die japanische Regierung geben keine eindeutige Opferzahl an. Aktuellen Schätzungen zufolge geht man von insgesamt 20.000–200.000 Trostfrauen aus. Der Historiker Yoshiaki Yoshimi berechnete basierend auf Daten einer Einheit, bei der eine Trostfrau auf 100 Soldaten kam, dass es insgesamt etwa 50.000 bis 200.000 Trostfrauen gegeben haben dürfte. Ikuhiko Hata setzte die obere Grenze bei 20.000. Der chinesische Historiker Su Zhiliang geht hingegen von 360.000 bis 410.000 Trostfrauen aus, davon 200.000 Chinesinnen. Die meisten Opfer stammten aus Korea, China sowie Japan selbst, aber auch aus Taiwan und anderen besetzten Gebieten wie Indonesien, Malaysia und den Philippinen. Ein geringer Anteil der Frauen stammte auch aus den Niederlanden, Australien, Deutschland und Ungarn.

## Nach Kriegsende
Nach 1945 wurden viele Dokumente vernichtet, damit die beteiligten Männer nicht als Kriegsverbrecher zur Rechenschaft gezogen werden könnten. Viele Frauen wurden vom japanischen Militär ermordet oder an der Heimkehr in ihre Heimatländer gehindert. Diejenigen, die in Lager der Alliierten kamen, konnten nach einiger Zeit in ihre Heimat zurückkehren. Viele der Frauen schwiegen aus Scham oder wurden stigmatisiert und an den Rand der Gesellschaft gedrängt.
Bei den Tokioter Kriegsverbrecherprozessen nach dem Zweiten Weltkrieg (Pazifikkrieg) wurde die Zwangsprostitution nicht thematisiert.

## Öffentliche Debatte nach dem Krieg bis heute

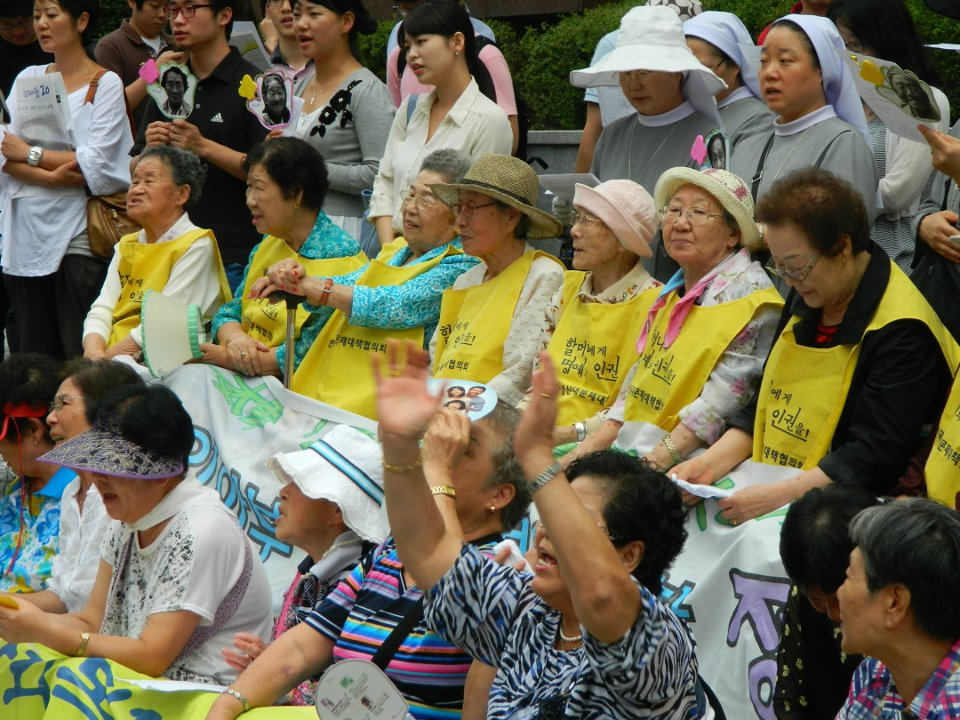
Kundgebung ehemaliger „Trostfrauen“ vor der japanischen Botschaft in Seoul, 2011

Erst Ende der 1980er-Jahre mit der aufkommenden Frauenbewegung in Südkorea kamen die systematischen Vergewaltigungen während des Zweiten Weltkrieges wieder ans Licht. Nach und nach meldeten sich ehemalige Zwangsprostituierten in der Öffentlichkeit zu Wort und 1992 begannen sie, jeden Mittwoch vor der japanischen Botschaft in Seoul mit den Worten zu protestieren: „Es ist die japanische Regierung, die sich schämen muss, nicht wir!“ Auch die Geständnisse ehemaliger japanischer Offiziere machten ihr Schicksal für eine breitere Öffentlichkeit publik.
1990 wurde das Thema erstmals im japanischen Parlament behandelt, doch hieß es, eine Entschuldigung oder Entschädigung sei nicht notwendig, weil Privatpersonen und nicht der japanische Staat oder das japanische Militär für die Zwangsprostitution verantwortlich gewesen seien. Dieser starren Ablehnung seitens der japanischen Regierung folgte im November 1990 eine Versammlung ehemaliger Comfort Women, die einen Brief an den japanischen Premierminister Kaifu Toshiki sandte, in dem sie die japanische Regierung u. a.aufforderte, die gewaltsame Einziehung von Frauen als Comfort Women einzugestehen, öffentliche Entschuldigung zu leisten, Wiedergutmachungen zu zahlen und eine öffentliche Gedenkstätte für die Opfer zu errichten. Im April 1991 antwortete die japanische Regierung, dass es keinerlei Beweise dafür gebe, dass die Frauen zur Prostitution gezwungen worden seien. Daraufhin trat im August 1991 als erste ehemalige Comfort Woman die Koreanerin Kim Hak an die Öffentlichkeit.
Während sein Vorgänger Junichirō Koizumi 2001 sein „tiefes Bedauern“ über das Schicksal jener Frauen, die im Zweiten Weltkrieg in den besetzten Gebieten in Korea, China und Südostasien zur Prostitution gezwungen worden waren und ihre „unermesslichen und schmerzlichen Erfahrungen“ ausgedrückt hatte, meinte Premierminister Shinzō Abe am 1. März 2007: „Es gibt keinen Beweis dafür, dass Zwang auf Frauen ausgeübt wurde, wie es zunächst geheißen hatte“. Dem waren Pläne für eine Resolution des US-Kongresses vorausgegangen, in der gefordert werden sollte, dass Japan formell die Verantwortung für das diesen „Trostfrauen“ zugefügte Leid anerkennen solle. Nach heftiger Kritik erneuerte jedoch auch Abe am 26. März 2007 die japanische Entschuldigung.
1995 wurde von der japanischen Regierung ein privater Fonds für asiatische Frauen eingerichtet, um den betroffenen Frauen eine finanzielle Entschädigung auszuzahlen. Der vom damaligen Premierminister Tomiichi Murayama geleitete Fonds wurde durch Spenden aus der japanischen Öffentlichkeit mitfinanziert. Von den elf Millionen Euro bekamen 360 ehemalige Zwangsprostituierten Geld. Die japanische Regierung hatte etwas mehr als die Hälfte beigetragen, der Rest kam von privaten Gebern. Die Regierung betonte jedoch, das Geld sei für „medizinische Unterstützung und Sozialhilfe“, nicht als Entschädigung gedacht. Dazu erhielten sie eine inoffizielle, vom jeweils amtierenden Premierminister unterschriebene, schriftliche Entschuldigung. Viele frühere Zwangsprostituierte weigerten sich aufgrund des inoffiziellen Charakter des Fonds, diese Entschädigung zu beantragen. Viele erwarten und verlangen eine direkte Entschuldigung und Entschädigung vom japanischen Staat. Die japanische Regierung stellt sich jedoch auf den Standpunkt, dass das Problem mit den Friedensverträgen nach dem Krieg gelöst worden sei. Anfang 2005 wurde die Auflösung des Fonds zum März 2007 angekündigt.
Bisher gab es neun große Sammelklagen gegen die japanische Regierung, welche alle scheiterten. Erstmals am 16. Juli 2001 reichten acht ehemalige „Comfort Women“ aus Hainan Island eine Klage beim Tokioter Bezirksgericht ein und forderten eine Wiedergutmachungssumme von ca. 2,4 Millionen Euro. Die Frauen waren zu der Zeit, als sie in „Comfort Women Einrichtungen“ dienen mussten, zwischen vierzehn bis achtzehn Jahren alt. Dies war die erste bei einem japanischen Gericht eingereichte Klage auf Wiedergutmachungsleistungen.[19] Im Jahre 2005 reisten ehemalige „Comfort Women“ nach Tokio, um als Zeuginnen und Kläger vor Gericht auszusagen. Der Fall wurde an die nächsthöhere Instanz in Tokio (Tokio High Court) verwiesen. Eine erste Zeugenanhörung fand am 15. Mai 2007 statt. Bis dahin waren zwei der Zeuginnen bereits verstorben.[19]
In China erlangte der China Daily Photograph Huang Yiming, der als erster chinesischer Journalist nach einer zweijährigen Recherche auf Hainan Island über ehemalige Comfort Women dieses Thema in Photoausstellungen behandelte, weitreichende Beachtung. [19]
Ende April 2007 entschied auch Japans höchstes Gericht, dass die „Trostfrauen“ keinen Anspruch auf Entschädigung haben.
Auf internationaler Ebene wurde sexuelle Gewalt gegen Frauen im Krieg erstmals auf der UN-Menschenrechtskonferenz 1993 in Wien und dann auf der Weltfrauenkonferenz 1995 in Peking thematisiert. Im Februar 1997 veröffentlichte der UN-Sonderberichterstatter zur Gewalt gegen Frauen einen Bericht, in dem er die japanische Regierung auf ihre Verantwortung gegenüber den damaligen Zwangsprostituierten hinwies. Die Regierung in Tokio wurde aufgefordert, die moralische wie rechtliche Verantwortung für die an den Frauen verübten Menschenrechtsverletzungen zu übernehmen, sich bei ihnen offiziell zu entschuldigen, sie finanziell zu entschädigen und diejenigen vor Gericht zu stellen, die Frauen zwangsrekrutiert und misshandelt hatten. Die japanische Regierung widersprach dem.
Auch von Nichtregierungsorganisationen wurden Aktionen gestartet. Als Beispiel sei sogenannte „Internationale Frauentribunal für Kriegsverbrechen“ genannt, welches 2000 bzw. 2001 tagte. Früheren ranghohen Politikern und Militärs wurden in diesem symbolischen „Prozess“ Verbrechen gegen die Menschlichkeit vorgeworfen. Die Vorgänge wurden von japanischer Seite ignoriert und US-Präsident Bush erklärte im November 2001, er werde die „Kampagne der Trostfrauen“ nicht unterstützen.
Vor der japanischen Botschaft in Seoul wurde eine Statue zum Gedenken an die „Trostfrauen“ errichtet. Dies hatte heftige diplomatische Verwicklungen zur Folge. Ursprünglich hatte Südkorea versprochen, die Statue in Seoul im Rahmen des Abkommens von 2015 wieder abzubauen, was jedoch nicht geschah. Tatsächlich wurden seither von der koreanischen Bürgerrechtsbewegung weltweit Statuen aufgestellt, mit dem Ziel, Druck auf Japan auszuüben.
Seit 2018 gilt der 14. August in Südkorea als nationaler Gedenktag für die Trostfrauen.

### Entschuldigungen und Entschädigungen
1965 schlossen Südkorea und Japan nach 14-jährigen Verhandlungen den Grundlagenvertrag zwischen Japan und der Republik Korea und das Abkommen über die Beilegung von Eigentums- und Forderungsproblemen sowie über die wirtschaftliche Zusammenarbeit zwischen Japan und der Republik Korea ab, welche alle Anforderungen „gänzlich und endgültig“ regelten und so die Beziehungen zwischen beiden Ländern normalisieren sollten. Südkorea forderte 364 Millionen US$ an Entschädigungszahlungen für eine Million koreanische Zwangsarbeiter. Japan leistete 800 Millionen US$ an Hilfszahlungen und Niedrigzinskrediten über 10 Jahre, die alle Forderungen Koreas abgelten sollten, was auch die Ansicht der südkoreanischen Regierung bis in die 1990er Jahre war. Japan beabsichtigte, dass die südkoreanische Regierung diese Gelder den Opfern zukommen ließe, jedoch wurden die Gelder zur Gänze zum Aufbau der Infrastruktur und Wirtschaft genutzt.
Eine öffentliche Diskussion über das Thema der „Trostfrauen“ begann in Japan in den 1970er Jahren. Am 1. Januar 1992 bat Premierminister Kiichi Miyazawa um Entschuldigung für Japans Umgang mit den Trostfrauen und wiederholte dies am 16. bzw. 17. Januar bei Südkoreas Präsident Roh Tae-woo bzw. vor dem südkoreanischen Parlament. Kurz zuvor im Dezember 1991 gab die japanische Regierung eine Studie zur Untersuchung dieses Themas in Auftrag, zu der Kabinettssekretär Kōichi Katō am 6. Juli 1992 bekanntgab, dass eine Beteiligung der damaligen japanischen Regierung am Trostfrauen-System festgestellt wurde. Dies resultierte am 4. August 1993 in der Kono-Erklärung (englisch Kono statement) des Kabinettssekretärs Yōhei Kōno, mit der die Regierung anerkannte, dass die japanische Armee an der Einrichtung und dem Betrieb der Trostzentren beteiligt war. Außerdem wurde anerkannt, dass die Beschaffung der Frauen durch Unterhändler, beauftragt von der japanischen Armee, oftmals gegen deren Willen geschah. Dies führte dazu, dass dieses Kapitel der Kriegsgeschichte 1994 in die Schulbücher aufgenommen wurde, wenngleich auch auf Betreiben von liberaldemokratischen Politikern nicht alle Schulbücher dieses Thema behandeln. Die japanische Regierung hat sich seitdem mehrfach bei den Trostfrauen entschuldigt.
Im Jahr 1995 wurde von der japanischen Regierung ein privater Fonds mit dem Namen Fond für asiatische Frauen eingerichtet, um den betroffenen Frauen eine finanzielle Entschädigung sowie „medizinische Unterstützung und Sozialhilfe“ auszuzahlen. Der vom damaligen Premierminister Tomiichi Murayama geleitete Fonds wurde durch Spenden aus der japanischen Öffentlichkeit mitfinanziert. Von den elf Millionen Euro bekamen 364 ehemalige Zwangsprostituierte Geld. Die japanische Regierung hatte einen Betrag von 4.8 Milliarden Yen beigetragen, der Rest von 600 Millionen Yen kam von privaten Gebern. Dazu erhielten sie eine offizielle, vom jeweils amtierenden Premierminister unterschriebene schriftliche Entschuldigung. Einige frühere Zwangsprostituierte weigerten sich aufgrund des inoffiziellen Charakters des Fonds, diese Entschädigung zu beantragen. Viele erwarteten und verlangen eine direkte Entschuldigung und Entschädigung vom japanischen Staat. Die japanische Regierung stellte sich jedoch auf den Standpunkt, dass das Problem mit den Friedensverträgen nach dem Krieg gelöst worden sei. Anfang 2005 wurde die Auflösung des Fonds zum März 2007 angekündigt. Indonesien erhielt 3,1 Millionen US$ für medizinische Einrichtungen und Altenheime für seine Trostfrauen.
Während sein Vorgänger Junichirō Koizumi 2001 sein „tiefes Bedauern“ über das Schicksal jener Frauen, die im Zweiten Weltkrieg in den besetzten Gebieten in Korea, China und Südostasien zur Prostitution gezwungen worden waren, und ihre „unermesslichen und schmerzlichen Erfahrungen“ ausgedrückt hatte, meinte Premierminister Shinzō Abe am 1. März 2007: „Es gibt keinen Beweis dafür, dass Zwang auf Frauen ausgeübt wurde, wie es zunächst geheißen hatte.“ Dem waren Pläne für eine Resolution des US-Kongresses vorausgegangen, in der gefordert werden sollte, dass Japan formell die Verantwortung für das diesen „Trostfrauen“ zugefügte Leid anerkennen soll. Am 26. März 2007 entschuldigte sich der japanische Premierminister Shinzo Abe im Parlament für das Leid der Frauen: „Ich drücke mein Mitgefühl für das Leid aus, das sie erlitten haben, und entschuldige mich für die Situation, in der sie sich befanden.“ Regierungsbeamte sagten, dass sie Abes Entschuldigung, welche in seiner Rolle als Premierminister ausgesprochen wurde, mehr Gewicht beimessen als seinen früheren Reuebekundungen, welche er meist durch das Hinzufügen der 1993 ausgesprochenen Entschuldigung vom damaligen Kabinettschef Yohei Kono ausdrückte.
Bisher gab es neun große Sammelklagen gegen die japanische Regierung, die alle scheiterten. Ende April 2007 entschied auch Japans höchstes Gericht, dass die „Trostfrauen“ keinen Anspruch auf Entschädigung haben.
Der Bürgermeister der Metropole Osaka, Tōru Hashimoto, sagte im Mai 2013, das System sei nötig gewesen, um die „Disziplin aufrechtzuerhalten“ und den Soldaten, die ihr Leben riskierten, eine Pause zu ermöglichen. In Japans konservativer Regierung wird darüber debattiert, ob sich das Land weiterhin für die damaligen Verbrechen entschuldigen solle.
Am 28. Dezember 2015 schlossen Japan und Südkorea ein neues Abkommen mit dem Ziel, gemeinsam endgültig den Streit um die Trostfrauen beizulegen. Im Rahmen des Abkommens veröffentlichte Japan erneut eine öffentliche Entschuldigung. Des Weiteren wurde die sogenannte Reconciliation and Healing Foundation (dt. Stiftung zur Versöhnung und Heilung) gegründet. Zur Entschädigung der Opfer zahlte Japan eine Milliarde Yen (rund 7,56 Millionen Euro) an die Stiftung, welche unter südkoreanischer Verwaltung stand. In den Worten des japanischen Außenministers äußerte Premierminister Abe eine „Entschuldigung von ganzem Herzen und ein Gedenken an diejenigen, die vielfachen Schmerz erlitten hätten und deren sowohl körperliche als auch psychische Narben schwer zu heilen seien“. Südkoreanische Offizielle erklärten, dass damit der Streit „endgültig und unwiderruflich“ beigelegt sei. Ein Großteil, nämlich 34 der 47 zu der Zeit noch lebenden Trostfrauen, akzeptierte diese Zahlungen von 100 Millionen Won pro Person. Im Zuge des Abkommens wurde ebenso der Abbau der Trostfrauen-Statue in Seoul seitens der südkoreanischen Regierung versprochen. Dies wurde jedoch noch nicht realisiert. Des Weiteren blieben nach dem Abkommen auch zahlreiche Trostfrauen-Statuen in verschiedenen japanischen Partnerstädten erhalten.
2018 wurden Pläne zur Auflösung der Reconciliation and Healing Foundation bekannt gegeben mit dem Ziel, „die Ehre und Würde“ der Opfer wiederherzustellen. Der südkoreanische Präsident Moon teilte dem japanischen Premierminister Abe im September 2018 mit, dass die Stiftung aufgrund des starken Widerstands der Opfer und der Öffentlichkeit nicht funktionieren würde. Von Kritikern wurde die Auflösung der Stiftung als Agitationstaktik gegen Japan eingeschätzt. Im Juli 2019 initiierte die südkoreanische Regierung die prozessualen Schritte zur Auflösung der Stiftung ohne Zustimmung der japanischen Regierung, die diese Entscheidung nicht akzeptierte. Vielmehr forderte Japan Südkorea dazu auf, das Abkommen von 2015 umzusetzen, was die finanzielle Unterstützung der Trostfrauen durch die Stiftung beinhaltete. Die südkoreanische Regierung reagierte zögerlich, da ein Zugeständnis gegenüber der Stiftung ebenso als Zugeständnis gegenüber Japans Entschuldigungen angesehen worden wäre.
In Japan gibt es bis heute (2015) keinen Konsens über Kriegsverbrechen und Schuld.
Am 8. Januar 2021 verurteilte das Bezirksgericht Seoul-Mitte die japanische Regierung in einem Zivilprozess dazu, zwölf Klägerinnen oder ihre Hinterbliebenen mit je (umgerechnet) etwa 75.000 Euro zu entschädigen. Die Klägerinnen hätten extreme mentale und physische Schmerzen erlitten. Japan weigerte sich unter Verweis auf die Staatenimmunität, an dem Verfahren teilzunehmen. Zudem hatten sechs der zwölf Klägerinnen bereits Zahlungen Japans auf Basis des Abkommens von 2015 angenommen und somit die Validität des Abkommens anerkannt. Das Gericht argumentierte, dass es sich um systematisch geplante und durchgeführte Verbrechen gegen die Menschlichkeit handele. Laut Yoon Ji-hyun, Direktor von Amnesty International Korea, hat mit dem Urteil erstmals ein südkoreanisches Gericht die japanische Regierung für die Taten des Militärs verantwortlich gemacht. Die Klage war 2013 eingereicht worden, bei Urteilsverkündung waren nur fünf der ursprünglichen Klägerinnen noch am Leben.
Das Außenministerium Tokios erhob umgehend Einwand und erklärte, das Urteil verstoße zum einen gegen das Völkerrecht, zum anderen sei es bedauerlich, dass das südkoreanische Gericht das Prinzip der Staatenimmunität geleugnet habe. Ferner forderte die japanische Regierung Südkorea nachdrücklich dazu auf, das Urteil zu revidieren, denn sie sah hierin einen Verstoß gegen das Abkommen von 1965, welches die Fragen des Vermögens und der Ansprüche zwischen Japan und Südkorea einschließlich der Frage der Trostfrauen „vollständig und abschließend“ geregelt habe, wie auch gegen die Übereinkunft von 2015, welche die Frage der Trostfrauen „abschließend und unumkehrbar löste“. Auch in Südkorea stieß das Urteil auf Kritik. So beschrieb Südkoreas größte Zeitung Chosun Ilbo die Entscheidung als anti-japanisch und unvereinbar mit Präzedenzfällen des Internationalen Gerichtshofs.
Am 18. Januar 2021 erklärte der südkoreanische Präsident Moon, dass das Abkommen von 2015 weiter als ein offizielles Abkommen zwischen den Regierungen anerkannt werde. Er beteuerte, dass Lösungen auf der Grundlage des Abkommens geprüft würden, welche für beide Staaten wie auch für die Klägerinnen zufriedenstellend seien.
Am 29. März 2021 revidierte das Bezirksgericht Seoul-Mitte den Kosteneinziehungsbeschluss gegen die japanische Regierung mit der Begründung, dass er eine Verletzung des internationalen Rechts darstelle. Am 21. April 2021 wies ein koreanisches Gericht in Seoul eine weitere Klage von 20 ehemaligen Trostfrauen gegen die Regierung Japans auf Schadensersatzzahlungen zurück, ebenfalls mit der Begründung, dass eine solche Klage gegen das Prinzip der Staatsimmunität verstoße, was juristisch höher zu bewerten sei als die persönlichen Interessen der Einzelpersonen.
Im November 2023 hob das Oberste Gericht in Seoul eine frühere Entscheidung auf und wies die japanische Regierung an, jedem der 16 Kläger, hauptsächlich ehemalige Trostfrauen oder deren Familien, 200 Millionen Won (etwa 154.000 USD) zu zahlen. Dieses Urteil stellte das etablierte Prinzip der Staatenimmunität in Frage, ein grundlegendes Konzept im Völkerrecht, das Staaten normalerweise davor schützt, vor ausländischen Gerichten verklagt zu werden. Japan hat erklärt, dass solche Fälle dieses Prinzip sowie frühere Abkommen, darunter den Grundlagenvertrag von 1965 und das Abkommen zwischen Japan und Südkorea von 2015, einhalten sollten, die Japan als umfassende Regelung der Kriegsentschädigungsfragen im Geiste der Versöhnung betrachtet. Nach dem Urteil vom November 2023 äußerte Japan starke Einwände und bezeichnete die Entscheidung als „äußerst bedauerlich und absolut inakzeptabel“ angesichts ihrer potenziellen Auswirkungen auf internationale Rechtsnormen.

### Taiwan
Nach der Einigung zwischen Südkorea und Japan forderte David Lin, Außenminister der Republik China auf Taiwan, am 6. Januar 2016, dass Japan zügig Gespräche mit seiner Regierung über die Entschädigung der betroffenen taiwanischen Frauen aufnehmen solle. Die Äußerung Lins kam als Reaktion auf eine Bemerkung des japanischen Kabinettssekretärs Yoshihide Suga auf einer Pressekonferenz, dass Japan nicht die Absicht habe, in dieser Angelegenheit neue Verhandlungen mit anderen Ländern, darunter Taiwan, aufzunehmen. Am 14. Januar 2016 starb im Alter von 93 eine der vier überlebenden Trostfrauen aus Taiwan, die im Jahr 1999 die japanische Regierung auf Entschädigung und den Ausspruch einer offiziellen Entschuldigung verklagt hatten.

### Kontroversen

#### Asahi Shimbun Untersuchungsausschuss für Drittparteien
Im August 2014 zog die Asahi Shimbun, eine der auflagenstärksten Zeitungen Japans, 16 Artikel zurück, welche zwischen 1982 und 1997 veröffentlicht worden waren. Die Artikel befassten sich mit dem ehemaligen kaiserlichen Armeeoffizier Seiji Yoshida und dessen Buch „Mein Kriegsverbrechen“. In seinem Buch behauptete Yoshida, während des Krieges koreanische Frauen aus der Region der Insel Jeju in Südkorea gewaltsam in japanische Militärbordelle gebracht zu haben. Das Buch wurde später als rein fiktiv widerlegt. Nach dem Rückzug der Artikel weigerte sich die Zeitung ebenso, einen Meinungsartikel des japanischen Journalisten Akira Ikegami zu diesem Thema zu veröffentlichen. Die öffentliche Reaktion und die darauffolgende Kritik veranlassten die Zeitung dazu, einen Untersuchungsausschuss unter der Leitung von sieben führenden Wissenschaftlern, Journalisten und Rechtsexperten einzusetzen. Der Bericht des Komitees beleuchtete die Umstände, die zur Veröffentlichung von Yoshidas Falschaussage führten, sowie die Auswirkungen dieser Veröffentlichungen auf das Ansehen und die diplomatischen Beziehungen Japans im Ausland. Es wurde festgestellt, dass die Asahi bei der Veröffentlichung von Yoshidas Aussage fahrlässig gehandelt hatte.

#### Korean Council
Im Mai 2020 sah sich die südkoreanische Bürgerinitiative The Korean Council, welche Japan seit Jahrzehnten aufgrund der Trostfrauenfrage kritisiert, dem Vorwurf ausgesetzt, Spendengelder, die für die Kriegsopfer bestimmt waren, veruntreut zu haben. Lee Yong-soo, eines der prominentesten überlebenden Opfer, sagte am 7. Mai 2020, dass das dem Rat gespendete Geld nicht wie versprochen für die Überlebenden ausgegeben wurde. Vielmehr beklagte sie, von der Organisation für eigene Zwecke missbraucht worden zu sein. Die Gruppe habe ihren Fokus vom Lösen der Probleme zum Bewahren ebendieser verlagert. Insbesondere ihre ehemalige Leiterin Yoon Mee-Hyang hätte die Opferrolle der Überlebenden missbraucht, um Regierungsgelder und öffentliche Spenden zu erhalten, wovon nur wenig bei den eigentlichen Opfern ankam. Mit demselben Ziel machte die Organisation regelmäßig Gebrauch von der Beschreibung „Sexsklaven“ – eine Titulierung, die Lee und viele andere Trostfrauen offen ablehnen, da sie sich mit dem Begriff „schmutzig und beschämt“ fühlt. Lee erklärte hierzu in einem Interview mit der koreanischen Zeitung JoongAng Ilbo, dass ihres Erachtens diese Titulierung vom Korean Council genutzt wurde, um „den Amerikanern Angst zu machen“. Über den, ihrer Meinung nach, besten Weg zur Konfliktlösung erklärte Lee in einer Pressekonferenz: „Die tiefe Feindseligkeit zwischen den beiden Nationen aufgrund ihrer Geschichte kann nur durch Bildung und mehr Austausch mit jüngeren Japanern überwunden“ werden.
Parallel zu diesem öffentlichen Konflikt wurden mehrere verdächtige Transaktionen seitens Frau Yoon aufgedeckt. Dies führte dazu, dass sie in acht Punkten angeklagt wurde; einschließlich der illegalen Entgegennahme von Hunderttausenden von Dollar an staatlichen Subventionen, der Veruntreuung von Spenden an die gemeinnützige Organisation für persönliche Zwecke und der Nötigung einer an Alzheimer erkrankten Überlebenden. Im September 2020 wurde Frau Yoon wegen ihrer Beteiligung an illegalen Immobiliengeschäften offiziell aus der Demokratischen Partei ausgeschlossen.
Am 13. August 2021 reichten 13 Repräsentanten der Demokratischen Partei in Zusammenarbeit mit Frau Yoon, welche nun als parteiunabhängiges Mitglied im Parlament sitzt, einen Gesetzentwurf zur Überarbeitung des „Gesetzes über die Stabilität des Lebensunterhalts und der Gedenkdienste für Trostfrauen-Opfer der japanischen kaiserlichen Armee“ ein. Dem Gesetzentwurf zufolge sollte eine neue Klausel hinzugefügt werden, welche die Diffamierung von Trostfrauen und deren Familien verbietet. Die Reform stieß schnell auf Widerstand in der Opposition und Öffentlichkeit, da der Entwurf ebenso vorsah, Kritik an zivilen Organisationen zu verbieten. Dies wurde insbesondere von der Opposition als Versuch von Frau Yoon gesehen, sich selbst in ihrem bevorstehenden Gerichtsprozess zu schützen. Ebenso bemängelt wurde ein Absatz, der eine Bestrafung von bis zu fünf Jahren Haft oder 50 Millionen Won für die Verbreitung von Falschinformationen über Trostfrauen in Zeitungen, Fernsehsendern oder anderen Print- und Online-Publikationen sowie öffentlichen Foren und Debatten vorsah. Nach lauter, öffentlicher Kritik, unter anderem von der ehemaligen Trostfrau Lee Yong-Soo, wurde der Entwurf am 26. August wieder zurückgezogen.

### Internationale Reaktionen

#### UN
Auf internationaler Ebene wurde sexuelle Gewalt gegen Frauen im Krieg erstmals auf der UN-Weltkonferenz über Menschenrechte 1993 in Wien und dann auf der Weltfrauenkonferenz 1995 in Peking thematisiert. Im Januar 1996 gab der Sonderberichterstatter der Menschenrechtskommission bekannt, dass die Handlungen des japanischen Militärs während der Besatzungszeit als Verstoß gegen das humanitäre Völkerrecht zu werten seien. Somit hätten die Opfer das Recht auf Einzelentschädigungen. Die Berichte basierten unter anderem auf den Berichten von Seiji Yoshida, die sich später als fiktiv herausstellten. Im Juni 1998 veröffentlichte Gay McDougall, Sonderberichterstatterin des Economic and Social Council der UN, einen Bericht über die systematische Vergewaltigung, sexuelle Sklaverei und sklaverei-ähnliche Praktiken während bewaffneter Konflikte. Der Bericht plädierte für eine tiefere historische Auseinandersetzung mit dem Thema seitens Japans. Aus dem Bericht ging jedoch ebenso hervor, dass sich die japanische Regierung mehrfach bei den Trostfrauen entschuldigt hatte und anerkenne, dass sie die „Ehre und Würde vieler Frauen befleckt hatte“. Ferner wurde beschrieben, dass nach dem Völkergewohnheitsrecht die japanische Regierung Wiedergutmachungen für die an den Trostfrauen begangenen Gräueltaten leisten sollte. Diese sollten in Form einer individuellen Entschädigung an die ehemaligen Trostfrauen durch die japanische Regierung erfolgen. Alternativ könnten die Entschädigungen auch von Staaten im Namen ihrer Bürger beantragt werden. Darüber hinaus müssten Regierungs- und Militärangehörige für ihre Schuld an der Einrichtung und Aufrechterhaltung der Vergewaltigungszentren strafrechtlich verfolgt werden.

#### Internationales Frauentribunal für Kriegsverbrechen
Auch von Nichtregierungsorganisationen wurden Aktionen gestartet. Das sogenannte „Internationale Frauentribunal für Kriegsverbrechen“ tagte im Dezember 2000. Früheren ranghohen Politikern und Militärs wurden in diesem symbolischen ‚Prozess‘ Verbrechen gegen die Menschlichkeit vorgeworfen.

#### Deutschland

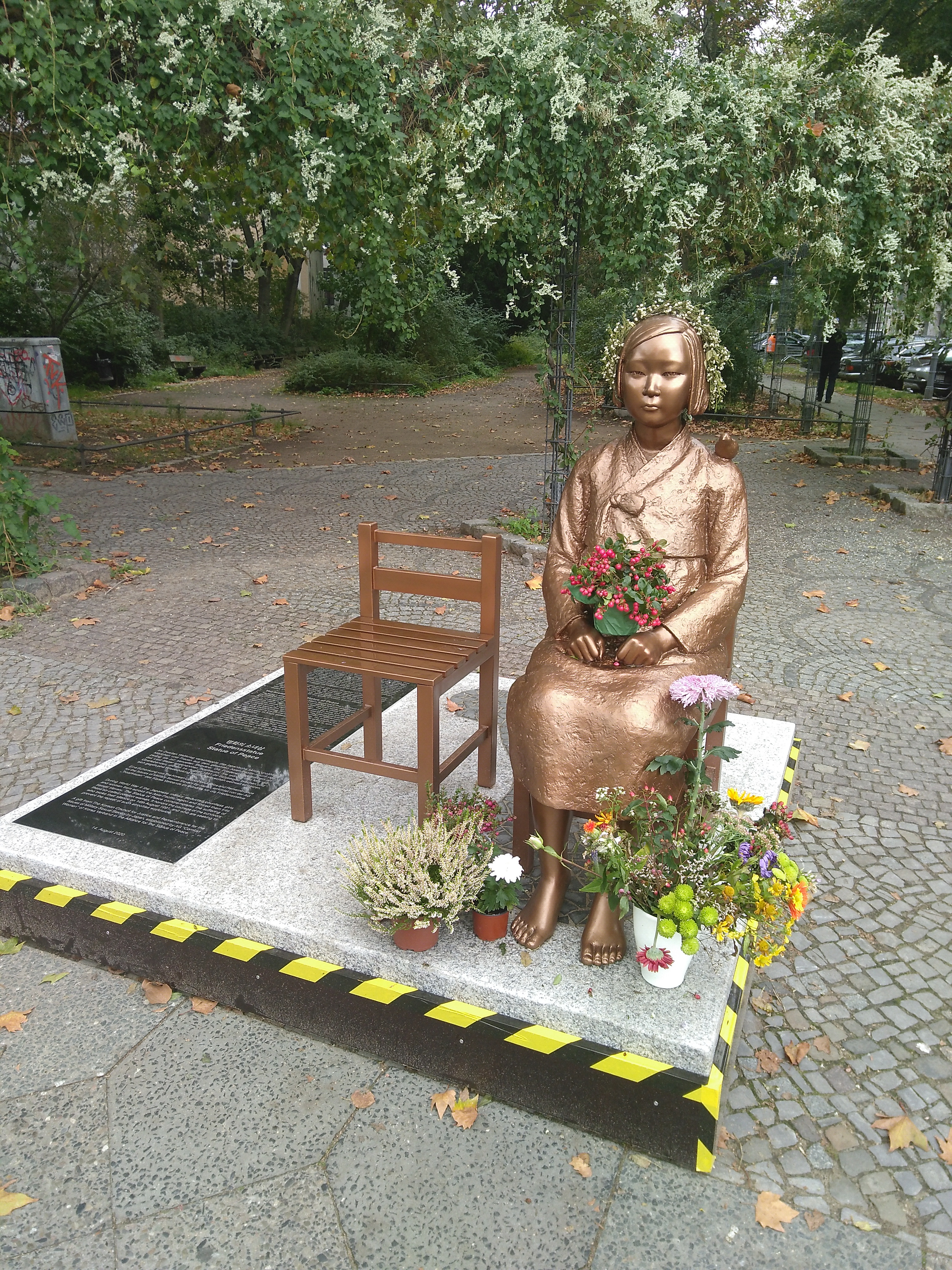
Denkmal in Berlin-Moabit, 2020

In Deutschland wurde ein Antrag vom Ausschuss für Menschenrechte und Humanitäre Hilfe im Bundestag (von Angelika Graf (Rosenheim), Wolfgang Gunkel, Gernot Erler, Petra Ernstberger, Iris Gleicke, Ute Kumpf, Ullrich Meßmer, Thomas Oppermann, Christoph Strässer, Frank-Walter Steinmeier) eingereicht, der zur Anerkennung und Wiedergutmachung der Zwangsprostitution durch das japanische Kaiserreich im Zweiten Weltkrieg aufrief. Speziell wurde dazu aufgefordert, „die Vereinten Nationen in ihren Bemühungen zur umfassenden Umsetzung der Resolutionen 1325, 1820, 1888 und 1889 zu unterstützen.“ Am 25. April 2012 wurde dieser Antrag vom Bundestag abgelehnt. „Es sei nicht ersichtlich, warum dieses Thema ausgerechnet jetzt auf die Tagesordnung gehoben werde“, hieß es von der CDU/CSU. Auch sei nicht nachvollziehbar, warum der Fokus auf Japan gelegt werde. Zwangsprostitution in Kriegen gebe es auf der ganzen Welt. „Das furchtbare Leid und die Schuld ist unbestritten“, sagte eine Abgeordnete der FDP-Fraktion. Als außenstehende Nation sei es aber immer schwierig, einen gesellschaftlichen Diskurs in einem Land anzustoßen.
2016 erhielt die Stadt Freiburg im Breisgau von ihrer koreanischen Partnerstadt Suwon ein Denkmal als Geschenk angeboten, das der Statue vor der japanischen Botschaft in Seoul gleicht. Es folgten ebenfalls diplomatische Verwicklungen, zumal Freiburg seit Jahren eine Partnerschaft mit der japanischen Stadt Matsuyama pflegt. Daraufhin lehnte Freiburgs Oberbürgermeister Dieter Salomon das Geschenk ab. Nach der Ablehnung wurde die Statue „SuNI“ anlässlich des Frauentags im März 2017 in der bayerischen Gemeinde Wiesent im Nepal-Himalaya-Pavillon eingeweiht. „SuNI“ war damit die fünfte Statue ihrer Art weltweit und nach Südkorea, Australien, Kanada und den USA die erste Statue in Europa.
Eine weitere Statue befindet sich vor der koreanischen Kirchengemeinde in Frankfurt-Gallus. Die „Statue für den Frieden“ wurde am 8. März 2020 enthüllt. Sie wurde von einem koreanischen Künstler-Ehepaar gefertigt.
Am 28. September 2020 wurde eine Friedensstatue der Arbeitsgruppe „Trostfrauen“ des Korea-Verbandes in Berlin-Moabit eingeweiht. Kabinettssekretär und Regierungssprecher Katsonobu Kato kündigte an, dagegen vorzugehen. Japans Außenminister Toshimitsu Motegi nahm Kontakt zu Heiko Maas auf, um die Statue beseitigen zu lassen. Daraufhin widerrief am 8. Oktober 2020 das Bezirksamt die Genehmigung und verlangte die Entfernung bis zum 14. Oktober 2020. Nach einem Eilantrag des Korea-Verbandes beim Berliner Verwaltungsgericht zog der Bezirk Mitte die Anordnung bis zu einer Bewertung durch das Gericht zurück. Die Friedensstatue sollte auf Anweisung des Bürgermeisters Kai Wegner im September 2024 entfernt werden. Doch der Fall ging zum Verwaltungsgericht Berlin. Dieses entschied im Eilverfahren, dass die Statue noch bis zum 28. September 2025 aufgestellt bleiben darf.
Zum Weltfrauentag am 8. März 2025 wurde in Köln vor dem NS-Dokumentationszentrum eine weitere Statue aufgestellt.

## Berichte
- Jun Tschongmo: Meine Mutter war eine „Korea-Nutte“. Übersetzung aus dem Koreanischen von Helga Picht. Kiro-Verlag, Schwedt 1995, ISBN 3-929220-43-1.
- Juliette Morillot: Die roten Orchideen von Shanghai. Das Schicksal der Sangmi Kim. Goldmann, München 2003, ISBN 3-442-30982-4 (Roman/Erzählung nach der Lebenserzählung einer alten Frau).

## Romane
- Nora Okja Keller: Die Trostfrau. Roman. Aus dem Amerikanischen von Cornelia Holfelder-von der Tann. Limes Verlag, München 1997, ISBN 3-8090-2421-X.
- Kiana Davenport: Gesang der verlorenen Frauen. Roman. DTV, München 2001, ISBN 3-423-24248-5.
- Ruth Hallo: Die Trostfrauen. Roman. Langen-Müller, München 2012, ISBN 978-3-7844-3302-8 (Gewinner des IHK-Kulturpreises 2012).
- William Andrews: Das Schicksal der Drachentöchter. Roman. Aus dem Amerikanischen von Alice v. Canstein. Tinte & Feder 2018, ISBN 978-2-91980-002-5.
- Mary Lynn Bracht: Und über mir das Meer. Roman. Aus dem Englischen von Elke Link. Limes Verlag, München 2018, ISBN 978-3-8090-2681-5.

## Film und Serie
Das Trauma der Trostfrauen ist Thema von Folge 13 der koreanischen Serie Tomorrow, die seit 2022 auf Netflix mit deutschen Untertiteln zu sehen ist. Die 60-minütige Episode Frühling dreht sich um das Schicksal von drei dieser Frauen, wobei auch das Friedensdenkmal vor der japanischen Botschaft in Seoul eine wichtige Rolle spielt.